# Joacim Cans
Joacim Cans (født 25. oktober 1970, Sverige) er vokalisten fra power metal-bandet HammerFall. Han har gået på det musikalske institut i Hollywood.
I 2004 udgav Cans sit soloalbum Beyond the Gates

## Diskografi

### Soloalbums
- Beyond the Gates (2004)

### Forrige bands
- Highlander (Lost Horizon)
- Warlord(U.S.A)

### Nuværende bands
- Hammerfall
- Cans